# Phorocerostoma setiventre
Phorocerostoma setiventre är en tvåvingeart som först beskrevs av Malloch 1929.  Phorocerostoma setiventre ingår i släktet Phorocerostoma och familjen parasitflugor. Inga underarter finns listade i Catalogue of Life.